# Hoberlandtia
Hoberlandtia is een geslacht van wantsen uit de familie van de Reduviidae (roofwantsen). Het geslacht werd voor het eerst wetenschappelijk beschreven door André Villiers in 1950.

## Soorten
Het genus bevat de volgende soorten:

- Hoberlandtia bipunctata Villiers, 1950
- Hoberlandtia cruciata Villiers, 1962
- Hoberlandtia fusca Villiers, 1962
- Hoberlandtia grandidieri Villiers, 1950
- Hoberlandtia hoberlandti Villiers, 1950
- Hoberlandtia rufiventris Villiers, 1950
- Hoberlandtia vadoni Villiers, 1968